# Ruspa
Ruspa war ein italienischer Motorradhersteller mit Sitz in Turin. Das Unternehmen wurde 1926 von den Brüdern Luigi und Franco Ruspa gegründet und war bis etwa 1929 aktiv.

## Geschichte
1926 fertigten Luigi und Franco Ruspa ein erstes 125‑cm³‑Motorrad in Serie. Ende desselben Jahres wurde zudem ein Leichtmotorrad mit 175‑cm³‑Viertaktmotor, Stoßstangensteuerung und im Zylinderkopf hängenden Ventilen eingeführt. 1927 kam zusätzlich eine 125‑cm³‑Zweitaktversion auf den Markt.
1928 wurde das Unternehmen in Ruspa & Gaita umbenannt. Im selben Jahr erschien ein neues Modell mit 350 cm³ Hubraum, obenliegender Nockenwelle, Kettenantrieb und separatem Vierganggetriebe.

## Modelle
- 125 cm³ Viertakter (1926)
- 175 cm³ Viertakt‑OHV‑Motor (1926–1927)
- 125 cm³ Zweitakt (ab 1927)
- 350 cm³ Viertakt‑OHC mit Kettenantrieb (ab 1928)

## Rennsport
Luigi Ruspa nahm auch an Motorradrennen teil. Beim Rennen Otto delle Langhe am 12. April 1925 belegte er auf einer Garelli 350 den vierten Platz. 1926 nahm er erneut mit der Garelli 350 an diesem Rennen teil und belegte wiederum den vierten Platz.